# Abgrallaspis latastei
Abgrallaspis latastei är en insektsart som först beskrevs av Cockerell 1894.  Abgrallaspis latastei ingår i släktet Abgrallaspis och familjen pansarsköldlöss. Inga underarter finns listade i Catalogue of Life.